# TCTN3
TCTN3‏ (Tectonic family member 3) هوَ بروتين يُشَفر بواسطة جين TCTN3 في الإنسان.